# Patrick Topping
Patrick Topping (Newcastle upon Tyne, 25 febbraio 1989) è un disc jockey britannico, produttore discografico e proprietario dell'etichetta Trick.
Importante esponente della tech-house, ha raggiunto la prima posizione nella classifica di tale genere su Beatport, mentre nel 2018 ha vinto il premio come miglior Dj Tech-house. Nel 2014 la sua hit estiva Forget viene premiata a Ibiza come miglior traccia della stagione.

## Discografia
- Patrick Topping – Walk On E.P
- Patrick Topping – Any Amounts EP [Hot Creations HOT037]
- Patrick Topping – Get Beasty EP [Hot Creations HOT042]
- Patrick Topping – Holiday [Defected Miami 2014]
- Patrick Topping – Too Much [Hot Creations Hot Summer Jams – HOTCCD004]
- Patrick Topping – Boxed Off EP [Hot Creations HOTC045]
- Patrick Topping – Taking Libz [Hot Creations HOTC082]
- Patrick Topping – Baddie EP [Repopulate Mars RPM002]
- Patrick Topping – Yes Chief [Kaluki Music 2017]
- Patrick Topping – Be Sharp Say Nowt [Hot Creations]
- Patrick Topping – Watch What Ya Doing [TRICK]
- Patrick Topping – Dungeon Freak [TRICK]
- Patrick Topping – Rocket Fuel [TRICK]

## Biografia
Topping ha studiato all'Università di Edimburgo prima di iniziare la carriera come DJ.
Topping ha costruito la sua carriera da DJ, dai concerti nella discoteca della sua città natale, il Motion at Digital (Newcastle upon Tyne), fino a suonare nei club di tutto il mondo, tra cui: Tomorrowland in Belgio, Awakenings nei Paesi Bassi e a Miami. Inoltre è resident estivo al DC10 di Ibiza.
Patrick ha fondato la sua etichetta TRICK all'inizio del 2019.